# Tanja Großer
Tanja Großer est une joueuse allemande de volley-ball née le 27 novembre 1993 à Berlin. Elle mesure 1,78 m et joue au poste de réceptionneuse-attaquante. 

## Clubs
| Club                        | De        | À         |
| --------------------------- | --------- | --------- |
| Berliner TSC                | 2004-2005 | 2006-2007 |
| SG Rotation Prenzlauer Berg | 2007-2008 | 2011-2012 |
| VC Olympia Berlin           | 2008-2009 | 2011-2012 |
| 1. VC Wiesbaden             | 2012-2013 | …         |

## Palmarès
- Coupe d'Allemagne
  - Finaliste : 2013, 2018.